# Calyptranthes meridensis
Calyptranthes meridensis är en myrtenväxtart som beskrevs av Julian Alfred Steyermark. Calyptranthes meridensis ingår i släktet Calyptranthes och familjen myrtenväxter.
Artens utbredningsområde är Venezuela. Inga underarter finns listade i Catalogue of Life.